# Jagdbombergeschwader 43
Das Jagdbombergeschwader 43 der Luftwaffe der Bundeswehr war von 1964 bis 1993 im niedersächsischen Oldenburg auf dem dortigen Fliegerhorst stationiert.

## Geschichte

### Jagdgeschwader 72
Der Befehl zur Aufstellung eines weiteren Jagdgeschwaders erfolgte 1. April 1959. Die Fliegerhorstgruppe wurde in Celle aufgestellt, der Stab und die beiden fliegenden Staffeln in Oldenburg. Alle verlegten auf den als Heimatplatz vorgesehenen wiedererrichteten Fliegerhorst Leck, wo das Jagdgeschwader 72 (JG 72) im November 1959 unter seinem ersten Kommodore Erich Hohagen vom Inspekteur der Luftwaffe Kammhuber in Dienst gestellt wurde. Das Geschwader wurde mit der Sabre Mk.6 ausgerüstet. Sein Aufbau wurde 1961 im Wesentlichen abgeschlossen. Zum 1. November 1961 wurde Friedrich Obleser zweiter Kommodore. Im Juni 1962 erfolgte schließlich die Unterstellung unter die 2. ATAF. 1963 wurde dem Verband das Wappen mit dem Wikingerschiffssteven verliehen. Ein Flugtag im Herbst 1964 beendete die Stationierung in Nordfriesland.

### Jagdbombergeschwader 43 (zeitweise auch Leichtes Kampfgeschwader 43)

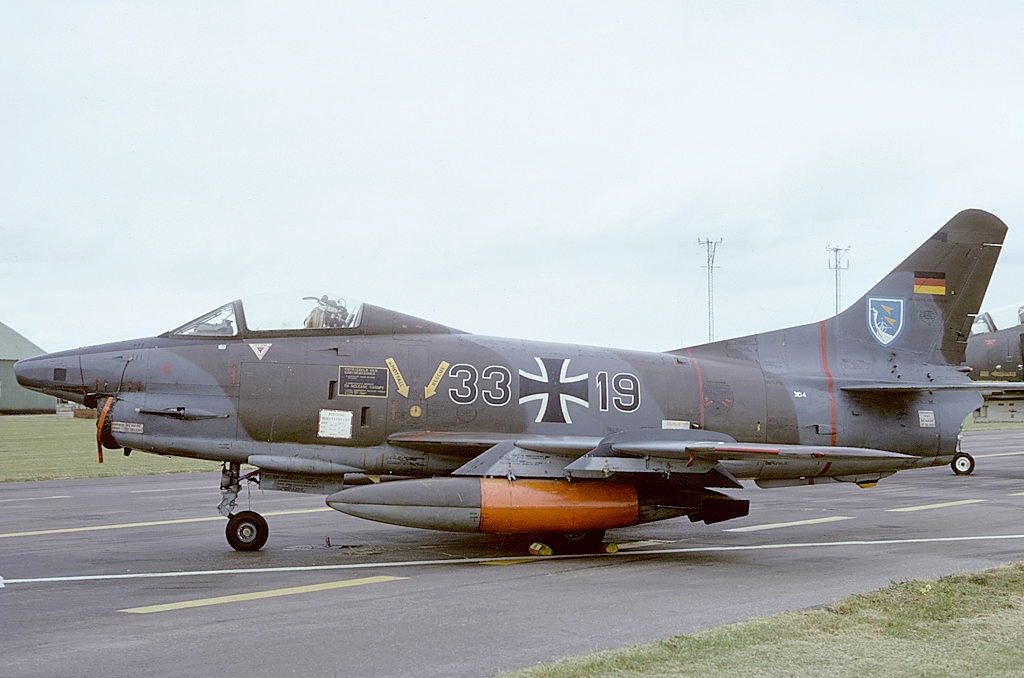
Fiat G-91R-3, Juni 1975.

Das JG 72 verlegte ab Oktober 1964 auf den Fliegerhorst Oldenburg, wo es in Jagdbombergeschwader 43 (JaboG 43) umbenannt und mit dem seit 1963 in Oldenburg liegenden Aufklärungsgeschwader 54, dessen Fliegende Gruppe aufgelöst wurde, zusammengelegt wurde. Es war Teil der 4. Luftwaffendivision. Da der Auftrag künftig schwerpunktmäßig in der Erdzielbekämpfung lag, wurde der neue Verband zum Jagdbomber-Geschwader. Bis 1966 flog das Geschwader die Sabre Mk.6, die ursprünglich als Jäger konzipiert war.

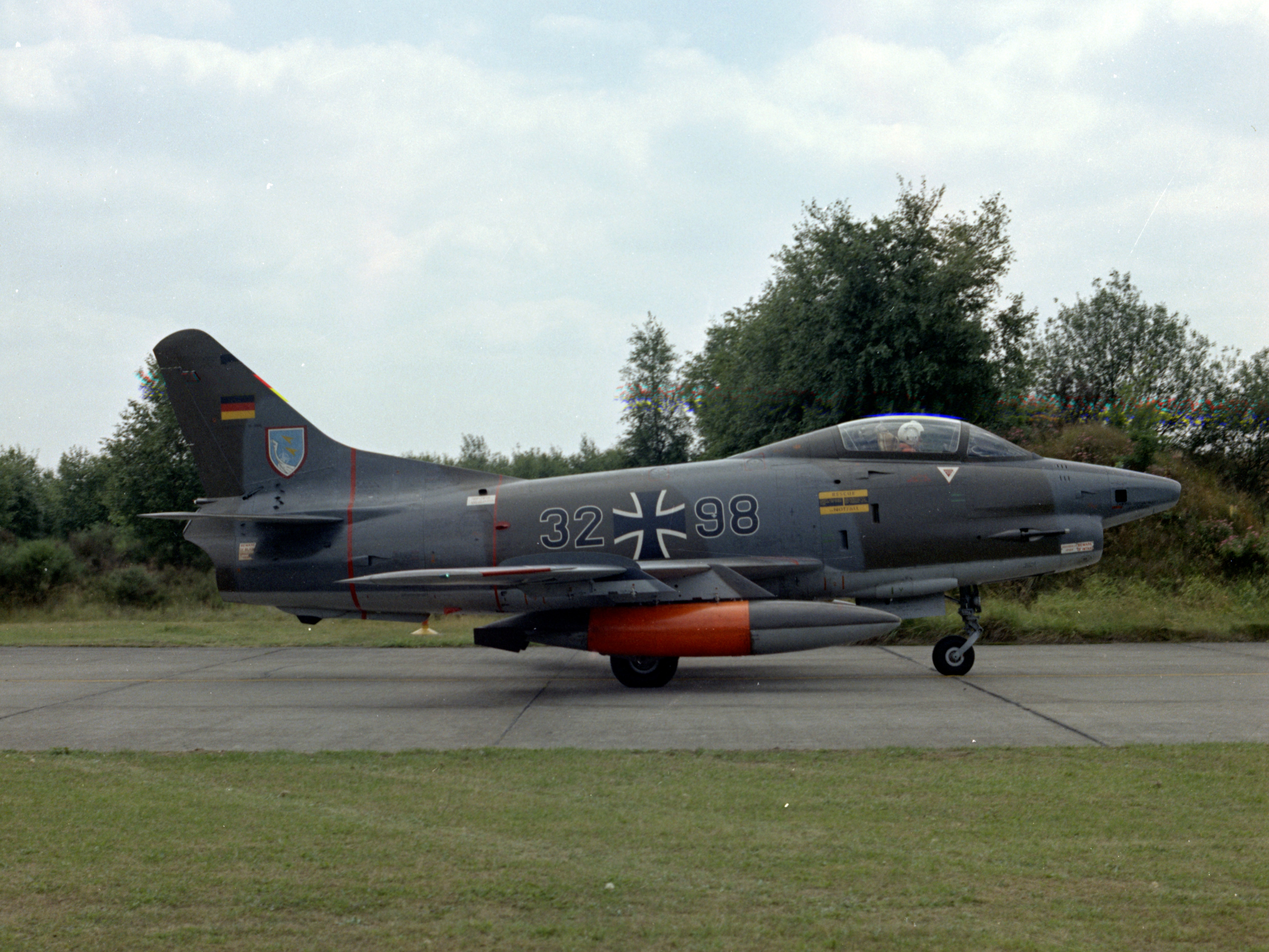
G.91 des LeKG 43, im Juli 1970.

Mit der Einführung des Nachfolgemusters Fiat G.91 wurde aus dem JaboG 43 ab 1967 das Leichte Kampfgeschwader 43 (LeKG 43). Im Rahmen der Umstrukturierung der Luftwaffe 1969/70 wechselte die Unterstellung zum Kommando der 3. Luftwaffendivision. Am 1. Oktober 1979 wurde das Geschwader im Zuge der Vorbereitungen auf die Umrüstung auf den leichten Jagdbomber Alpha Jet wieder in JaboG 43 umbenannt. Der erste Alpha Jet wurde am 23. Oktober 1980 an das Geschwader übergeben.

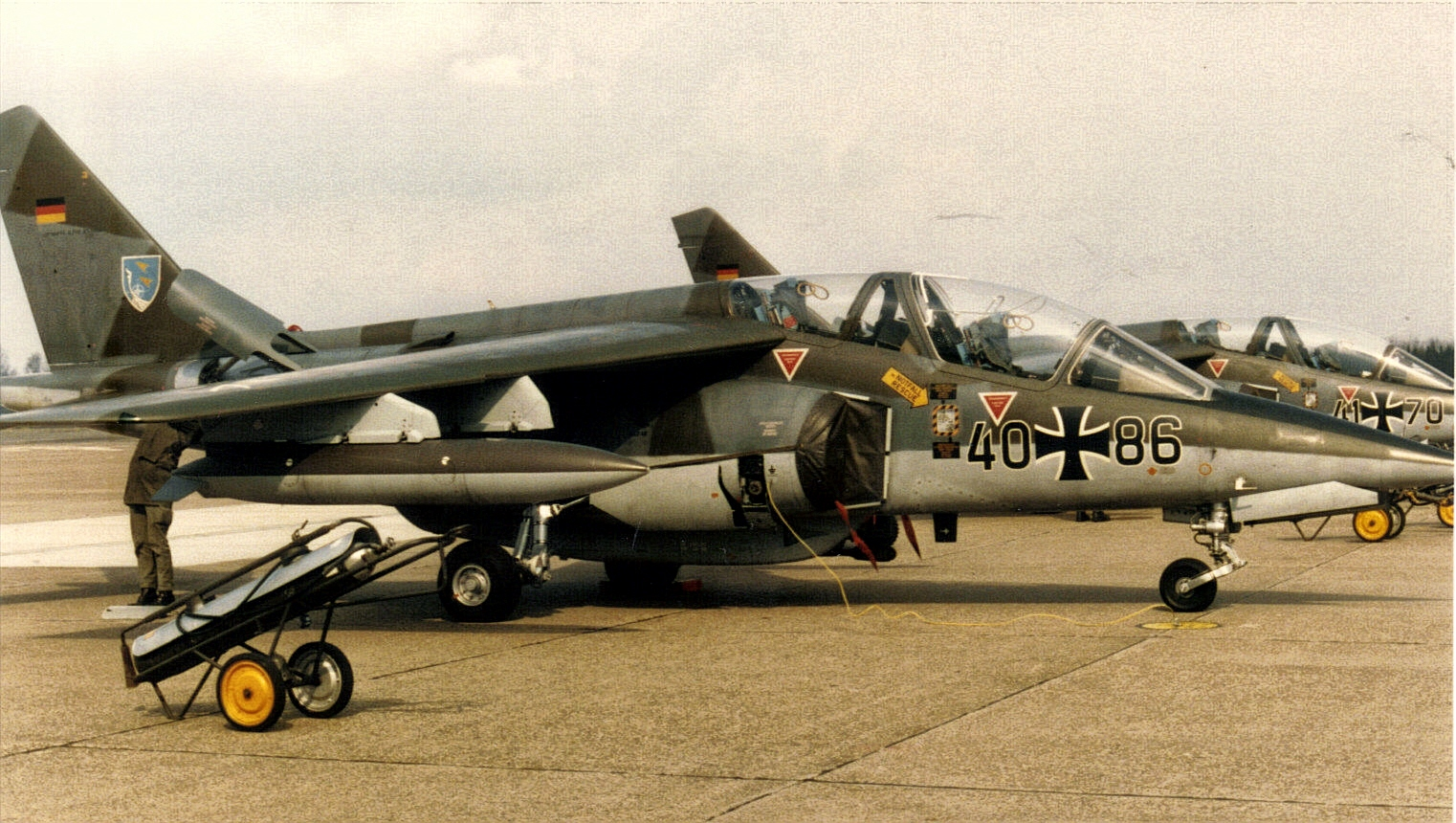
Alpha Jet des JaboG 43

Das JaboG 43 hatte den Auftrag, eine Staffel Jagdbomber als Teil der Allied Command Europe Mobile Force (AMF) der NATO zu stellen. Der Verband verlegte infolge des Golfkrieges am 6. Januar 1991 im Rahmen der Operation Ace Guard zum Schutz der Türkei vor Angriffen aus dem Irak 212 Soldaten und 18 Kampfflugzeuge auf den türkischen Fliegerhorst Erhaç. Dort wurden lediglich Ausbildungs- und Patrouillenflüge absolviert, zu einer Verwicklung in Kampfhandlungen kam es nicht. Allerdings gab es einen Zwischenfall durch einen bewaffneten Überfall Krimineller auf eine Streife, der abgewehrt werden konnte. Am 28. Februar 1991 kehrten die Flugzeuge nach Oldenburg zurück.
Am 30. September 1993 erfolgte die Außerdienststellung des Verbandes.
Die Geschichte des Fliegerhorst Oldenburg wird von einem eigenen Verein ehrenamtlich dokumentiert.

## Gliederung
Zuletzt war der Verband in drei Gruppen gegliedert. Diese wurden durch den Kommodore, der durch einen Stab unterstützt wurde, geführt.
- Fliegende Gruppe (FlgGrp):
  - Stab FlgGrp: Unterstützung des Kommandeurs FlgGrp bei der Planung, Steuerung und Überwachung des Flugbetriebes
  - 1. Fliegende Staffel (inoffizieller Name „Foxes“); Die Staffel war seit 1961 Mitglied des sogenannten „NATO Tiger Meet“, einem wiederkehrenden Treffen von verschiedenen Fliegerstaffeln der NATO-Luftstreitkräfte.
  - 2. Fliegende Staffel (inoffizieller Name „Vikings“) als NATO-assignierte AMF-Staffel
  - Flugbetriebsstaffel: Durchführung des Flugsicherungs- und Fernmeldeverbindungsdienstes, Sicherstellung des Brandschutzes, Betrieb der Geophysikalischen Beratungsstelle als meteorologischen Dienst

- Technische Gruppe (TGrp):
  - Stab TGrp: Unterstützung des Kommandeurs TGrp bei der Wahrnehmung seiner Aufgaben als Verantwortlichem für die technische Einsatzbereitschaft
  - Instandsetzungsstaffel: Reparatur des technischen Gerätes
  - Wartungs- und Waffenstaffel: Wartung der Fluggeräte sowie der Waffensysteme
  - Nachschubstaffel: Versorgung mit Ersatzteilen, Betriebsstoffen, Munition, Verpflegung und Bekleidung

- Fliegerhorstgruppe (FlgHGrp):
  - Stab FlgHGrp: Unterstützung des Kommandeurs FlgHGrp in dessen Verantwortungsbereich
  - Sicherungsstaffel: Objektschutzeinheit für den Fliegerhorstbereich
  - Kraftfahrzeugstaffel: Bereitstellung des Fuhrparks

## Genutzte Flugzeugmuster
- North American F-86 Sabre (1964–1966)
- Fiat G.91 (1966–1981)
- Alpha Jet (1981–1993)

## Bekannte ehemalige Piloten
- Thomas Reiter (von 1983 bis 1990): deutscher Raumfahrer
- Johann-Georg Dora (von 1982 bis 1984): stellvertretender Generalinspekteur der Bundeswehr

## Kommodore
Dienstgrad bei Dienstantritt
| Nr. | Name                              | Beginn der Berufung | Ende der Berufung  |
| --- | --------------------------------- | ------------------- | ------------------ |
| 9   | Oberst Volkhard Dessau            | 26. März 1991       | 30. September 1993 |
| 8   | Oberstleutnant Rüdiger Schad      | 29. September 1988  | 25. März 1991      |
| 7   | Oberstleutnant Hans Jürgen Merkle | 21. März 1986       | 28. September 1988 |
| 6   | Oberst Dieter Krah                | 1. April 1981       | 20. März 1986      |
| 5   | Oberst Uwe Vieth                  | 1. Oktober 1979     | 31. März 1981      |
| 4   | Oberst Heinz Laube                | 9. Oktober 1974     | 30. September 1979 |
| 3   | Oberstleutnant Walter Bugl        | 8. September 1970   | 8. Oktober 1974    |
| 2   | Oberst Heinz-Günther Kuring       | 14. Januar 1966     | 7. September 1970  |
| 1   | Oberstleutnant Benno Schmieder    | 1. Oktober 1964     | 13. Januar 1966    |